# Sunne kommun
Sunne kommun er en kommune i Värmlands län, Sverige med 13.600 indbyggere (2007).
Byen er søsterby til Haslev.
Forfatteren Göran Tunström født i Sunne i 1937. Nobelpris modtageren (1909) i litteratur, Selma Lägerlöf blev født på herregården Mårbacka i Östra Ämtervik ved Sunne i 1858.
- Wikimedia Commons har flere filer relateret til Sunne kommun

59°50′00″N 13°08′00″Ø / 59.8333°N 13.1333°Ø